# Gravelotte
Gravelotte település Franciaországban, Moselle megyében. Lakosainak száma 813 fő (2022. január 1.). Gravelotte Ars-sur-Moselle, Saint-Marcel, Jussy, Rozérieulles, Vaux, Vernéville és Rezonville-Vionville községekkel határos.

## Népesség
A település népességének változása:
| Lakosok száma | 428  | 507  | 530  | 687  | 796  | 831  | 830  | 827  | 821  | 813  |
|               | 1968 | 1982 | 1990 | 2006 | 2013 | 2015 | 2017 | 2019 | 2020 | 2022 |